# Koordinator (Analysemuster)
Das Koordinator-Muster ist ein Analysemuster aus der Softwaretechnik nach Heide Balzert. Es wird eingesetzt, um mehrstellige Assoziationen durch einfache Assoziationen und eine Klasse (Klasse (UML)) zu ersetzen.

## Beschreibung
Problem: Eine (zwei- oder mehrstellige) Assoziation besitzt Attribute, die zu keiner der beteiligten Klassen gehören.
Lösungen:
Einführung einer eigenen Koordinator-Klasse.
Oder Verwendung der Assoziationsklasse der UML 2, bei der Implementierung läuft diese Methode meist auch auf die erste hinaus.